# قائمة حكام النمسا
النمسا حُكمت من قبل ال بابينبيرغ حتى 1246 ومن قبل ال هابسبورغ من 1282 إلى 1918.

## مرغريفية النمسا
تخوم النمسا، المعروفة أيضا باسم مارشا اوريانتلوس، لأول مرة في 976 من الأراضي التي كانت ذات يوم تخوم بانونيا في أيام الكارولنجيان. وتعود أقدم شهادة إلى 996، حيث الاسم المكتوب اوستاريجي "ostarrichi" في وثيقة نقل ملكية الأراضي والتي هي حالياً النمسا إلى دير بافاري.

### آل بابينبيرغ
| الاسم                                                     | الصورة | الميلاد                                                           | الزواج                                                                                        | الوفاة                                   |
| --------------------------------------------------------- | ------ | ----------------------------------------------------------------- | --------------------------------------------------------------------------------------------- | ---------------------------------------- |
| ليوبولد الأول المشهور (Luitpold der Erlauchte) 976–994    |        | ح. 940                                                            | ريتشارديس من سوالافيلدغاو تسعة أبناء                                                          | 10 يوليو 994 فورتسبورغ العمر حوالي 54    |
| هاينريش الأول القوي (Heinrich der Starke) 994–1018        |        | أواخر القرن العاشر ابن ليوبولد المشهور وريتشارديس من سوالافيلدغاو | لم يتزوج                                                                                      | 23 يونيو 1018                            |
| أدالبرت المنتصر (Adalbert der Siegreiche) 1018–1055       |        | ح. 985 ابن ليوبولد المشهور وريتشارديس من سوالافيلدغاو             | (1) جليسمود من ساكسون الشرقية لا يعرف أبنائهم (2) فروزا أورسيولو ابن واحد                     | 26 مايو 1055 ميلك العمر حوالي 70         |
| إرنست الشجاع (Ernst der Tapfere) 1055–1075                |        | ح. 1027 ابن أدالبرت المنتصر وجليسمود من ساكسون الشرقية            | (1) أديلايد من إيلنبورغ 1060 ثلاثة أبناء (2) سوانهيلد فون در أونغارنمارك 1072 ليس لديهم أبناء | 10 يونيو 1075 العمر حوالي 48             |
| ليوبولد الثاني النزيه (Luitpold der Schöne) 1075–1095     |        | ح. 1050 ابن إرنست الشجاع وأديلايد من إيلنبورغ                     | إيدا من خام 1065 ثمانية أبناء                                                                 | 12 أكتوبر 1095 العمر حوالي 45            |
| ليوبولد الثالث الطيب (Luitpold der Heilige) 1095–1136     |        | ح. 1073 ميلك ابن ليوبولد النزيه وإيدا من خام                      | (1) ماريا دي بيرغ ابن واحد (2) أغنيس من ألمانيا 1106 ثمانية أبناء                             | 15 نوفمبر 1136 فيينا العمر حوالي 63      |
| ليوبولد الرابع السخي (Luitpold der Freigiebige) 1137–1141 |        | ح. 1108 ابن ليوبولد الطيب وأغنيس من ألمانيا                       | ماريا من بوهيميا 28 سبتمبر 1138 ليس لديهم أبناء                                               | 18 أكتوبر 1141 نيدرالتايخ العمر حوالي 33 |
| هاينريش الثاني ياسوميرغت (Heinrich Jasomirgott) 1141–1156 |        | ح. 1107 ابن ليوبولد الطيب وأغنيس من ألمانيا                       | (1) جيرترود من سوبلينبرغ 1 مايو 1142 ابنة واحدة (2) تيودورا كومينين 1148 ثلاثة أبناء          | 13 يناير 1177 العمر حوالي 70             |

## دوقية النمسا
في 1156 رفعت وثيقة الأمتياز هذه الأراضي إلى دوقية، مستقلة عن دوقية بافاريا.

### آل بابينبيرغ
| الاسم                                                         | الصورة | الميلاد                                                        | الزواج                                                                               | الوفاة                                       |
| ------------------------------------------------------------- | ------ | -------------------------------------------------------------- | ------------------------------------------------------------------------------------ | -------------------------------------------- |
| هاينريش الثاني ياسوميرغت (Heinrich Jasomirgott) 1156-1177     |        | ح. 1107 ابن ليوبولد الطيب وأغنيس من ألمانيا                    | (1) جيرترود من سوبلينبرغ 1 مايو 1142 ابنة واحدة (2) تيودورا كومينين 1148 ثلاثة أبناء | 13 يناير 1177 العمر حوالي 70                 |
| ليوبولد الخامس الفاضل (Luitpold der Tugendhafte) 1177–1194    |        | ح. 1157 ابن هاينريش ياسوميرغت وتيودورا كومينين                 | هيلينا من المجر 1174 أربعة أبناء                                                     | 31 ديسمبر 1194 غراتس العمر حوالي 37          |
| فريدرخ الأول الكاثوليكي (Friedrich der Katholische) 1195–1198 |        | ح. 1175 ابن ليوبولد الفاضل وهيلينا من المجر                    | لم يتزوج                                                                             | 16 أبريل 1198 الأراضي المقدسة العمر حوالي 23 |
| ليوبولد السادس المبجل (Luitpold der Glorreiche) 1198–1230     |        | ح. 1176 ابن ليوبولد الفاضل وهيلينا من المجر                    | ثيودورا أنجلينا 1203 سبعة أبناء                                                      | 28 يوليو 1230 سان جيرمانو العمر حوالي 54     |
| فريدرخ الثاني المشاكس (Friedrich der Streitbare) 1230–1246    |        | 25 أبريل 1211 فينر نويشتات ابن ليوبولد المبجل وثيودورا أنجلينا | (1) صوفيا لاسكارينا ليس لديهم أبناء (2) أغنيس من ميرانيا 1229 ليس لديهم أبناء        | 15 يونيو 1246 ليثا العمر 35                  |

### المدعون

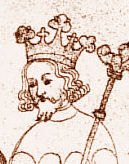
أوتوكار من بوهيميا

بعد وفاة فريدرخ، خلافة الدوقية أصبحت تحت النزاع بين عدة مطلبين بالعرش:-
- فلاديوس مورافيا المطالب بالعرش 1246-1247
- هرمان السادس (بادن) المطالب بالعرش 1248-1250
- فريدرخ الأول (بادن) المطالب بالعرش 1250-1268
- أوتوكار الثاني (بوهيميا) المطالب بالعرش 1251-1278

### آل هابسبورغ
في 1278 رودولف الأول، ملك ألمانيا هزم أوتوكار وسيطر على النمسا في 1282 واعطى دوقيات النمسا وستيريا إلى أبنائه، وبذلك تامينها لآل هابسبورغ لعدة قرون.
| الاسم                          | الصورة | الميلاد                                                                 | الزواج | الوفاة                                     |
| ------------------------------ | ------ | ----------------------------------------------------------------------- | --- | ------------------------------------------ |
| رودولف الأول 1278–1282         |        | 1 مايو 1218 بريسغاو ابن ألبرخت الرابع كونت هابسبورغ وهيدفيغ من كيبورغ   | (1) جيرترود من هوهنبيرغ 1245 تسعة أبناء (2) إيزابيلا من بورغندي 5 فبراير 1284 ليس لديهم أبناء                | 15 يوليو 1291 شباير العمر 73               |
| ألبرخت الأول 1282–1308         |        | يونيو 1255 فيينا ابن رودولف الأول وجيرترود من هوهنبورغ الأكبر           | إليزابيث من غوريتسيا-تيرول 20 ديسمبر 1274 فيينا أثنى عشر ابناً                                                | 1 مايو 1308 فيندخ العمر 52                 |
| رودولف الثاني اللطيف 1282–1283 |        | يوليو 1270 راينفيلدن ابن رودولف الأول وجيرترود من هوهنبيرغ الثالث       | أغنيس من بوهيميا مارس 1289 براغ ابناً وحيداً                                                                   | 10 مايو 1290 براغ العمر 20                 |
| رودولف الثالث الطيب 1298–1307  |        | ح. 1281 فيينا ابن ألبرخت الأول وإليزابيث من تيرول الأكبر                | (1) بلانش من فرنسا 25 مايو 1300 أبنة واحدة (2) إليزابيث ريكسا من بولندا 16 أكتوبر 1306 ليس لديهم أبناء       | 3/4 يوليو 1307 هورازدويتسه العمر 26        |
| فريدرخ الأول الوسيم 1308–1330  |        | ح. 1289 فيينا ابن ألبرخت الأول وإليزابيث من تيرول الثاني                | إليزابيث من أراغون 11 مايو 1315 رافنسبورغ ثلاثة أبناء                                                        | 13 يناير 1330 غوستنستين العمر 41           |
| ليوبولد الأول المهيب 1308–1326 |        | 4 أغسطس 1290 فيينا ابن ألبرخت الأول وإليزابيث من تيرول الثالث           | كاثرينا من سافوي 26 مايو 1315 بازل ابنتين                                                                    | 28 فبراير 1326 ستراسبورغ العمر 35          |
| ألبرخت الثاني الحكيم 1330–1358 |        | 12 ديسمبر 1298 قلعة هابسبورغ ابن ألبرخت الأول وإليزابيث من تيرول الرابع | يوهانا من بفيرت 15 فبراير 1324 فيينا ستة أبناء                                                               | 16 أغسطس 1358 فيينا العمر 59               |
| أوتو الأول البشوش 1330–1339    |        | 23 يوليو 1301 فيينا ابن ألبرخت الأول وإليزابيث من تيرول السابع          | (1) إليزابيث من بافاريا 15 مايو 1325 اشتراوبينغ ابنين (2) آنا من بوهيميا 16 فبراير 1335 زنيم ليس لديهم أبناء | 17 فبراير 1339 نيوبيرغ آن در مورز العمر 37 |
| فريدرخ الثاني 1339–1344        |        | 10 فبراير 1327 ابن أوتو البشوش وإليزابيث من بافاريا الأكبر              | لم يتزوج | 11 ديسمبر 1344 نيوبيرغ آن در مورز العمر 17 |
| ليوبولد الثاني 1339–1344       |        | ح. 1328 ابن أوتو البشوش وإليزابيث من بافاريا الثاني                     | لم يتزوج | 10 أغسطس 1344 العمر 16                     |
| رودولف الرابع النشيء 1358–1365 |        | 1 نوفمبر 1339 فيينا ابن ألبرخت الحكيم ويوهانا من بفيرت الأكبر           | كاثرين من بوهيميا 13 يوليو 1356 فيينا ليس لديهم أبناء                                                        | 27 يوليو 1365 ميلانو العمر 25              |

## أرشيدوقات النمسا

### آل هابسبورغ
وثيقة الامتياز تم تزويرها من قبل رودولف في عام 1359، في محاولة لتوظيف دوق النمسا في موقع خاص كأرشدوق. هذا اللقب أصبح مستعمل بصورة متكررة من قبل ارنست الحديدي واخرين لكنه لم يكن ملاحظ من قبل الإمبراطورية الرومانية المقدسة حتى فريدرخ الثالث عندما أصبح الإمبراطور وأكد على الوثيقة في 1453.
رودولف حل محله أخوته والذين حكموا في البداية سوية:
| الاسم                              | الصورة | الميلاد                                                       | الزواج | الوفاة                          |
| ---------------------------------- | ------ | ------------------------------------------------------------- | --- | ------------------------------- |
| ألبرخت الثالث ذو الضفيرة 1365–1379 |        | 9 سبتمبر 1349 فيينا ابن ألبرخت الحكيم ويوهانا من بفيرت الثالث | (1) إليزابيث من بوهيميا بعد 19 مارس 1366 فيينا ليس لديهم أبناء (2) بياتريكس من نورنبيرغ 4 مارس 1375 فيينا ابن واحد | 29 أغسطس 1395 لكسنبورغ العمر 45 |
| ليوبولد الثالث العادل 1365–1379    |        | 1 نوفمبر 1351 فيينا ابن ألبرخت الحكيم ويوهانا من بفيرت الرابع | فيريدس فيسكونتي 23 فبراير 1365 فيينا ستة أبناء                                                                     | 9 يوليو 1386 سيمباخ العمر 34    |

#### الأراضي المقسمة
الأراضي قُسمت بين الاخوة وخلفائهم في معاهدة نورنبرغ في 1379خط الألبرتي تلقى دوقية النمسا، سميت لاحقاً بـ النمسا السفلى (هي غير ولاية النمسا السفلى الحديثة):
| الاسم                                                                                   | الصورة | الميلاد                                                                 | الزواج | الوفاة                                |
| --------------------------------------------------------------------------------------- | ------ | ----------------------------------------------------------------------- | --- | ------------------------------------- |
| ألبرخت الثالث ذو الضفيرة 1379-1395                                                      |        | 9 سبتمبر 1349 فيينا ابن ألبرخت الحكيم ويوهانا من بفيرت الثالث           | (1) إليزابيث من بوهيميا بعد 19 مارس 1366 فيينا ليس لديهم أبناء (2) بياتريكس من نورنبيرغ 4 مارس 1375 فيينا ابن واحد | 29 أغسطس 1395 لكسنبورغ العمر 45       |
| ألبرخت الرابع الصبور 1395–1404                                                          |        | 19 سبتمبر 1377 فيينا ابن ألبرخت ذو الضفيرة وبياتريكس من نورنبيرغ الوحيد | يوهانا صوفي من بافاريا 24 أبريل 1390 فيينا ابن وابنة                                                               | 14 سبتمبر 1404 كلوسترنويبورغ العمر 26 |
| ألبرخت الخامس الشهم 1404–1439 تحت الوصاية المشتركة من ليوبولد الرابع وإرنست (1404–1411) |        | 16 أغسطس 1397 فيينا ابن ألبرخت الصبور ويوهانا صوفي من بافاريا الوحيد    | إليزابيث من بوهيميا والمجر 26 أبريل 1422 فيينا ثلاثة أبناء                                                         | 27 أكتوبر 1439 نيزميلي العمر 42       |
| فترة خلو "شاغل" 1439–1440                                                               |        |                                                                         | |                                       |
| لاديسلاوس الأول اليتيم 1440–1457 تحت الوصاية فريدرخ الخامس (1440–1452)                  |        | 22 فبراير 1440 كوماروم ابن ألبرخت الشهم وإليزابيث من بوهيميا الوحيد     | لم يتزوج | 23 نوفمبر 1457 براغ العمر 17          |

بعد وفاة لاديسلاوس انتقلت أراضيه إلى خط الليوبولديني:
| الاسم                           | الصورة | الميلاد                                                             | الزواج                                           | الوفاة                       |
| ------------------------------- | ------ | ------------------------------------------------------------------- | ------------------------------------------------ | ---------------------------- |
| فريدرخ الخامس المسالم 1457–1493 |        | 21 سبتمبر 1415 إنسبروك ابن إرنست الحديدي وكيمورغس من مازوفيا الأكبر | إليونور من البرتغال 16 مارس 1452 روما خمسة أبناء | 19 أغسطس 1493 لينتس العمر 77 |
| ألبرخت السادس السفيه 1457–1463  |        | 12 سبتمبر 1418 فيينا ابن إرنست الحديدي وكيمورغس من مازوفيا الثالث   | ماثيلد من بالاتينات 1452 فيينا ليس لديهم أبناء   | 2 ديسمبر 1463 فيينا العمر 45 |

تلقى خط اليوبولديني دوقيات ستيريا، كارينثيا وكارنيولا، وكونتية تيرول والنمسا الخارجية:
| الاسم                                   | الصورة | الميلاد                                                           | الزواج | الوفاة                                |
| --------------------------------------- | ------ | ----------------------------------------------------------------- | --- | ------------------------------------- |
| ليوبولد الثالث العادل 1379-1386         |        | 1 نوفمبر 1351 فيينا ابن ألبرخت الحكيم ويوهانا من بفيرت الرابع     | فيريدس فيسكونتي 23 فبراير 1365 فيينا ستة أبناء                                                                               | 9 يوليو 1386 سيمباخ العمر 34          |
| فيلهلم المجامل 1386–1406                |        | ح. 1370 فيينا ابن ليوبولد العادل وفيريدس فيسكونتي الأكبر          | جوان من نابولي 13 نوفمبر 1401 فيينا ليس لديهم أبناء                                                                          | 15 يوليو 1406 فيينا العمر 36          |
| ليوبولد الرابع البدين 1386–1411         |        | ح. 1371 فيينا ابن ليوبولد العادل وفيريدس فيسكونتي الثاني          | كاثرينا من بورغندي 15 أغسطس 1393 فيينا ليس لديهم أبناء                                                                       | 3 يونيو 1411 فيينا العمر 40           |
| إرنست الحديدي 1402–1406                 |        | ح. 1377 بورك آن در مور ابن ليوبولد العادل وفيريدس فيسكونتي الثالث | (1) مارغريت من بوميرانيا 14 يناير 1392 بورك آن در مور ليس لديهم أبناء (2) كيمورغس من مازوفيا 25 يناير 1412 كراكوف تسعة أبناء | 10 يونيو 1424 بورك آن در مور العمر 47 |
| فريدرخ الرابع ذو جيوب الخاوية 1402–1406 |        | ح. 1382 ابن ليوبولد العادل وفيريدس فيسكونتي الرابع                | (1) إليزابيث من بالاتينات 24 ديسمبر 1407 إنسبروك ابنة واحدة (2) آنا من براونشفايغ 11 يونيو 1411 إنسبروك أربعة أبناء          | 24 يونيو 1439 إنسبروك العمر 57        |

في 1406، قسم الخط الليوبولديني أراضيهم:
تلقى خط الليوبولديني الأكبر دوقيات ستيريا، كارينثيا وكارنيولا، والتي عرفت بـ النمسا الداخلية:
| الاسم                           | الصورة | الميلاد                                                             | الزواج | الوفاة                                |
| ------------------------------- | ------ | ------------------------------------------------------------------- | --- | ------------------------------------- |
| إرنست الحديدي 1402–1424         |        | ح. 1377 بورك آن در مور ابن ليوبولد العادل وفيريدس فيسكونتي الثالث   | (1) مارغريت من بوميرانيا 14 يناير 1392 بورك آن در مور ليس لديهم أبناء (2) كيمورغس من مازوفيا 25 يناير 1412 كراكوف تسعة أبناء | 10 يونيو 1424 بورك آن در مور العمر 47 |
| فريدرخ الخامس المسالم 1457–1493 |        | 21 سبتمبر 1415 إنسبروك ابن إرنست الحديدي وكيمورغس من مازوفيا الأكبر | إليونور من البرتغال 16 مارس 1452 روما خمسة أبناء                                                                             | 19 أغسطس 1493 لينز العمر 77           |
| ألبرخت السادس السفيه 1457–1463  |        | 12 سبتمبر 1418 فيينا ابن إرنست الحديدي وكيمورغس من مازوفيا الثالث   | ماثيلد من بالاتينات 1452 فيينا ليس لديهم أبناء                                                                               | 2 ديسمبر 1463 فيينا العمر 45          |

كلاهم تحت الوصاية
| الاسم                                   | الصورة | الميلاد                                            | الزواج | الوفاة                         |
| --------------------------------------- | ------ | -------------------------------------------------- | --- | ------------------------------ |
| فريدرخ الرابع ذو جيوب الخاوية 1406-1435 |        | ح. 1382 ابن ليوبولد العادل وفيريدس فيسكونتي الرابع | (1) إليزابيث من بالاتينات 24 ديسمبر 1407 إنسبروك ابنة واحدة (2) آنا من براونشفايغ 11 يونيو 1411 إنسبروك أربعة أبناء | 24 يونيو 1439 إنسبروك العمر 57 |

تلقى خط التيرولي الأصغر كونتية تيرول وسرعان ما حصل أيضا على النمسا الخارجية، وسميت هذه الأراضي بـ النمسا العليا (هي ليست ولاية النمسا العليا الحديثة):
| الاسم                                                         | الصورة | الميلاد                                                              | الزواج | الوفاة                         |
| ------------------------------------------------------------- | ------ | -------------------------------------------------------------------- | --- | ------------------------------ |
| فريدرخ الرابع ذو جيوب الخاوية 1402–1406                       |        | ح. 1382 ابن ليوبولد العادل وفيريدس فيسكونتي الرابع                   | (1) إليزابيث من بالاتينات 24 ديسمبر 1407 إنسبروك ابنة واحدة (2) آنا من براونشفايغ 11 يونيو 1411 إنسبروك أربعة أبناء   | 24 يونيو 1439 إنسبروك العمر 57 |
| سيغيسموند الثري 1439–1490 تحت وصاية فريدرخ الخامس (1439–1446) |        | 26 أكتوبر 1427 إنسبروك ابن فريدرخ ذو جيوب الخاوية وآنا من براونشفايغ | (1) إليونور من اسكتلندا 12 فبراير 1449 إنسبروك ابن واحد (2) كاثرين من ساكسونيا 24 فبراير 1484 إنسبروك ليس لديهم أبناء | 4 مارس 1496 إنسبروك العمر 68   |

في 1490 تم تسليم الأراضي إلى
| الاسم                                    | الصورة | الميلاد                                                                  | الزواج | الوفاة                      |
| ---------------------------------------- | ------ | ------------------------------------------------------------------------ | --- | --------------------------- |
| ماكسيمليان الأول الفارس الأخير 1490–1493 |        | 22 مارس 1459 فينر نويشتات ابن فريدرخ المسالم وإليونور من البرتغال الثاني | (1) ماري، دوقة بورغندي 18 أغسطس 1477 غنت ثلاثة أبناء (2) آن دوقة بريتاني 18 ديسمبر 1490 رين ليس لديهم أبناء (3) بيانكا ماريا سفورزا 16 مارس 1494 هال آن تيرول ليس لديهم أبناء | 12 يناير 1519 فيلز العمر 59 |

- ماتياس كورفينوس، ملك المجر، طالب بـ الأراضي النمساوية، وقام باحتلال حدود النمسا وتيرول. وادعى لقب «دوق النمسا»، وأقام في فيينا من 1485 حتى وفاته 1490.

| الاسم                                    | الصورة | الميلاد                                                                | الزواج | الوفاة                      |
| ---------------------------------------- | ------ | ---------------------------------------------------------------------- | --- | --------------------------- |
| ماتياس كورفينوس 1485–1490 مدعي لقب الدوق |        | 23 فبراير 1443 كولوزفار ابن إيوان دي هونيدوارا وإليزابيث سيلاغي الثاني | (1) إليزابيث من تسليه ليس لديهم أبناء (2) كاثرين بوديبراد 1 مايو 1461 كنيسة ماتياس، بودابست ليس لديهم أبناء (3) بياتريس من نابولي 15 ديسمبر 1476 فيينا ليس لديهم أبناء | 6 أبريل 1490 فيينا العمر 47 |

#### توحيد الأراضي
تم توحيد الأراضي النمساوية في 1493.
| الاسم                                    | الصورة | الميلاد | الزواج | الوفاة                        |
| ---------------------------------------- | ------ | --- | --- | ----------------------------- |
| ماكسيمليان الأول الفارس الأخير 1493-1519 |        | 22 مارس 1459 فينر نويشتات ابن فريدرخ المسالم وإليونور من البرتغال الثاني                                      | (1) ماري، دوقة بورغندي 18 أغسطس 1477 غنت ثلاثة أبناء (2) آن دوقة بريتاني 18 ديسمبر 1490 رين ليس لديهم أبناء (3) بيانكا ماريا سفورزا 16 مارس 1494 هال آن تيرول ليس لديهم أبناء | 12 يناير 1519 فيلز العمر 59   |
| كارل الأول 1519–1521                     |        | 24 فبراير 1500 غنت ابن فيليب الأول ملك قشتالة وخوانا الأولى ملكة قشتالة وأراغون حفيد ماكسيمليان الفارس الأخير | إيزابيلا من البرتغال 10 مارس 1526 إشبيلية سبعة أبناء | 21 سبتمبر 1558 يوستي العمر 58 |
| فرديناند الأول 1521–1564                 |        | 10 مارس 1503 ألكالا دي إيناريس ابن فيليب الأول ملك قشتالة وخوانا الأولى الثاني                                | آنا من المجر وبوهيميا 25 مايو 1521 لينز خمسة عشر ابناً | 25 يوليو 1564 فيينا العمر 61  |

#### التقسيم مرة أخرى
في 1564 الأراضي النمساوية قُسمت مرة أخرى بين أبناء الإمبراطور فرديناند:
النمسا العليا والسفلى (النمسا الطبيعية) إلى ابن فرديناند الأكبر ماكسيمليان:
| الاسم                       | الصورة | الميلاد                                                                    | الزواج                                                                 | الوفاة                            |
| --------------------------- | ------ | -------------------------------------------------------------------------- | ---------------------------------------------------------------------- | --------------------------------- |
| ماكسيمليان الثاني 1564–1576 |        | 31 يوليو 1527 فيينا ابن فرديناند الأول وآنا من المجر الأكبر                | ماريا من إسبانيا 13 سبتمبر 1548 بلد الوليد ستة عشر ابناً                | 12 أكتوبر 1576 ريغنسبورغ العمر 49 |
| رودولف الخامس 1576–1608     |        | 18 يوليو 1552 فيينا ابن ماكسيمليان الثاني وماريا من إسبانيا الثاني         | لم يتزوج                                                               | 20 يناير 1612 براغ العمر 59       |
| ماثياس 1608–1619            |        | 24 فبراير 1557 فيينا ابن ماكسيمليان الثاني وماريا من إسبانيا الرابع        | آنا من تيرول 4 ديسمبر 1611 فيينا ليس لديهم أبناء                       | 20 مارس 1619 فيينا العمر 62       |
| ألبرخت السابع 1619          |        | 13 نوفمبر 1559 فينر نويشتات ابن ماكسيمليان الثاني وماريا من إسبانيا الخامس | إيزابيلا كلارا يوجينيا من إسبانيا 18 أبريل 1599 بلنسية ليس لديهم أبناء | 13 يوليو 1621 بروكسل العمر 61     |

رودولف، ماثياس وألبرشت توفوا دون أنجاب لأبناء. هكذا انتقلت الأراضي إلى أحفاد الابن الثالث لإمبراطور فرديناند «كارل» بعد تنازل ألبرخت في 9 أكتوبر 1619.
تيرول والنمسا الخارجية مُرت إلى ابن الإمبراطور فرديناند الثاني:
| الاسم                     | الصورة | الميلاد                                                    | الزواج                                                                                     | الوفاة                         |
| ------------------------- | ------ | ---------------------------------------------------------- | ------------------------------------------------------------------------------------------ | ------------------------------ |
| فرديناند الثاني 1564–1595 |        | 14 يونيو 1529 لينز ابن فرديناند الأول وآنا من المجر الثاني | (1) فلبين فلسر ح. 1576 أربعة أبناء (2) آنا يوليانا غونزاغا 14 مايو 1582 إنسبروك ثلاثة بنات | 24 يناير 1595 إنسبروك العمر 65 |

فرديناند توفي بعد وريث شرعي، بحيث كان لديهم أبناء من زواج مرغنطي، وبذلك انتقلت أراضيه إلى ابن شقيقه ماكسيمليان:
| الاسم                                                      | الصورة | الميلاد                                                             | الزواج                                           | الوفاة                       |
| ---------------------------------------------------------- | ------ | ------------------------------------------------------------------- | ------------------------------------------------ | ---------------------------- |
| ماثياس 1595–1619 تحت الوصاية ماكسيمليان الثالث (1612–1618) |        | 24 فبراير 1557 فيينا ابن ماكسيمليان الثاني وماريا من إسبانيا الرابع | آنا من تيرول 4 ديسمبر 1611 فيينا ليس لديهم أبناء | 20 مارس 1619 فيينا العمر 62  |
| ماكسيمليان الثالث 1612–1618 كـ محافظ-أرشيدوق               |        | 12 أكتوبر 1558 فيينا ابن ماكسيمليان الثاني وماريا من إسبانيا السادس | لم يتزوج                                         | 2 نوفمبر 1618 فيينا العمر 60 |

مات ماتياس دون ورثة من الذكور، وبذلك انتقلت الأراضي إلى أحفاد الإمبراطور فرديناند من ابنه الثالث.
النمسا الداخلية (Inner-Österreich)(ستيريا، كارينثيا وكارنيولا) تم تمريرها إلى الأبن الثالث:
| الاسم                                                                                                | الصورة | الميلاد                                                         | الزواج | الوفاة                        |
| --- | ------ | --------------------------------------------------------------- | --- | ----------------------------- |
| كارل الثاني 1564–1590                                                                                |        | 3 يونيو 1540 فيينا ابن فرديناند الأول وآنا من المجر الرابع      | ماريا آنا من بافاريا 26 أغسطس 1571 فيينا خمسة عشر ابناً                                                            | 10 يوليو 1590 غراتس العمر 50  |
| فرديناند الثالث 1590/1619–1637 تحت الوصاية إرنست من النمسا (1590–1593) ماكسيمليان الثالث (1593–1595) |        | 9 يوليو 1578 غراتس ابن كارل الثاني وماريا آنا من بافاريا الثاني | (1) ماريا آنا من بافاريا 23 أبريل 1600 غراتس سبعة أبناء (2) إليانور غونزاغا 2 فبراير 1622 إنسبروك ليس لديهم أبناء | 15 فبراير 1637 فيينا العمر 58 |

#### التوحيد والتقسيم، مرة أخرى
تم إعادة توحيد الأراضي النمساوية في 1620 عن طريق الميراث من خلال فرديناند الثالث، أرشيدوق النمسا الداخلية (الذي أصبح الآن إمبراطور روماني مقدس)، ولكن في 1623 بعد خمسة سنوات من حرب الثلاثين عاما كان لديه الكثير للقيام به، وبذلك تم تقسيمها مرة أخرى، عندما جعل فرديناند شقيقه الأصغر ليوبولد، حاكما على النمسا العليا.
النمسا السفلى و النمسا الداخلية ظلت مع الخط الأكبر (فرديناند الثاني، إمبراطور روماني مقدس):
| الاسم                          | الصورة | الميلاد                                                              | الزواج | الوفاة                        |
| ------------------------------ | ------ | -------------------------------------------------------------------- | --- | ----------------------------- |
| فرديناند الثالث 1590/1619–1637 |        | 9 يوليو 1578 غراتس ابن كارل الثاني وماريا آنا من بافاريا الثاني      | (1) ماريا آنا من بافاريا 23 أبريل 1600 غراتس سبعة أبناء (2) إليانور غونزاغا 2 فبراير 1622 إنسبروك ليس لديهم أبناء                                                            | 15 فبراير 1637 فيينا العمر 58 |
| فرديناند الرابع 1637–1657      |        | 13 يوليو 1608 غراتس ابن فرديناند الثالث وماريا آنا من بافاريا الثالث | (1) ماريا آنا من إسبانيا 20 فبراير 1631 فيينا ستة أبناء (2) ماريا ليوبولدين من النمسا 2 يوليو 1648 لينز ابن واحد (3) إليونورا غونزاغا 30 أبريل 1651 فينر نويشتات أربعة أبناء | 2 أبريل 1657 فيينا العمر 48   |

النمسا العليا سُلمت إلى خط التيرولي الأصغر:
| الاسم                      | الصورة | الميلاد                                                             | الزواج                                                              | الوفاة                          |
| -------------------------- | ------ | ------------------------------------------------------------------- | ------------------------------------------------------------------- | ------------------------------- |
| ليوبولد الخامس 1623–1632   |        | 9 أكتوبر 1586 غراتس ابن كارل الثاني وماريا آنا من بافاريا الخامس    | كلاوديا دي ميديشي 19 أبريل 1626 إنسبروك خمسة أبناء                  | 13 سبتمبر 1632 شواتس العمر 45   |
| فرديناند كارل 1632–1662    |        | 17 مايو 1628 إنسبروك ابن ليوبولد الخامس وكلاوديا دي ميديشي الأكبر   | آنا دي ميديشي 10 يونيو 1646 إنسبروك ثلاثة بنات                      | 30 ديسمبر 1662 كالتيرن العمر 34 |
| سيغيسموند فرانتس 1662–1665 |        | 27 نوفمبر 1630 إنسبروك ابن ليوبولد الخامس وكلاوديا دي ميديشي الثاني | هيدفيغ من بالاتينات-زولتسباخ 13 يونيو 1665 زولتسباخ ليس لديهم أبناء | 25 يونيو 1665 إنسبروك العمر 34  |

بعد وفاة سيغيسموند فرانز أعادت الأراضي إلى الخط الأكبر.
الأراضي النمساوية توحدت من جديد وبشكل نهائي في 1665 تحت:
| الاسم                                                                             | الصورة | الميلاد                                                                                       | الزواج | الوفاة                                         |
| --------------------------------------------------------------------------------- | ------ | --------------------------------------------------------------------------------------------- | --- | ---------------------------------------------- |
| ليوبولد السادس 1657/1665–1705                                                     |        | 9 يونيو 1640 فيينا ابن فرديناند الرابع وماريا آنا من إسبانيا الرابع                           | (1) مارغريت تيريزا من إسبانيا 12 ديسمبر 1666 فيينا أربعة أبناء (2) كلاوديا فيليزتاس من النمسا 15 أكتوبر 1673 غراتس ابنتين (3) إليونور ماغدالين من بالاتينات-نيوبورغ 14 ديسمبر 1676 باساو أحدى عشر ابناً | 5 مايو 1705 فيينا العمر 64                     |
| يوزف الأول 1705–1711                                                              |        | 26 يوليو 1678 فيينا ابن ليوبولد السادس وإليونور ماغدالين من نيوبورغ الأكبر                    | فيلهيلمين أمالي من براونشفايغ-لونيبورغ 24 فبراير 1699 فيينا ثلاثة أبناء | 17 أبريل 1711 فيينا العمر 32                   |
| كارل الثالث 1711–1740                                                             |        | 1 أكتوبر 1685 فيينا ابن ليوبولد السادس وإليونور ماغدالين من نيوبورغ الثاني                    | إليزابيث كريستين من براونشفايغ-فولفنبوتل 1 أغسطس 1708 سانتا ماريا دل مار، برشلونة خمسة أبناء | 20 أكتوبر 1740 فيينا العمر 55                  |
| ماريا تيريزا 1740–1780 مع فرانتس الأول ستيفان (1740–1765) يوزف الثاني (1765–1780) |        | 13مايو 1717 قصر هوفبرغ الإمبراطوري ابنة كارل السادس وإليزابيث كريستين من براونشفايغ-فولفنبوتل | 12 فبراير1736 فيينا ستة عشر ابناً | 29 نوفمبر 1780 قصر هوفبرغ الإمبراطوري العمر 63 |
| فرانتس الأول ستيفان مع ماريا تيريزا (1740–1765)                                   |        | 8 ديسمبر 1708 نانسي ابن ليوبولد، دوق لورين وإليزابيث شارلوت دأورليان                          | 12 فبراير1736 فيينا ستة عشر ابناً | 18 أغسطس 1765 إنسبروك العمر 56                 |

### آل هابسبورغ-لورين
الفرع النمساوي انتهى فعليا في 1780 مع وفاة ماريا تيريزا واستبدل بفرع الأصغر من أسرة لورين من خلال ابنها يوزف الثاني؛ على آية حال: عملياً العائلة الجديدة أصبح اسمها آل هابسبورغ-لورين. آل هابسبورغ اليوم هم من نسل ماريا تريزا وفرانتس ستيفان.
| الاسم                                             | الصورة | الميلاد                                                                  | الزواج | الوفاة                        |
| ------------------------------------------------- | ------ | ------------------------------------------------------------------------ | --- | ----------------------------- |
| يوزف الثاني 1765–1790 مع ماريا تيريزا (1765–1780) |        | 13 مارس 1741 فيينا ابن فرانتس الأول ستيفان وماريا تيريزا الأكبر          | (1) إيزابيلا من بارما 6 أكتوبر 1760 فيينا ابنتين (2) ماريا يوزفا من بافاريا 23 يناير 1765 شونبرون ليس لديهم أبناء | 20 فبراير 1790 فيينا العمر 48 |
| ليوبولد السابع 1790–1792                          |        | 5 مايو 1747 فيينا ابن فرانتس الأول ستيفان وماريا تيريزا الثالث           | ماريا لويزا من إسبانيا 16 فبراير 1764 إنسبروك ستة عشر ابناً | 1 مارس 1792 فيينا العمر 44    |
| فرانتس الثاني 1792–11 أغسطس 1804                  |        | 12 فبراير 1768 فلورنسا ابن ليوبولد السابع وماريا لويزا من إسبانيا الأكبر | (1) إليزابيث من فورتمبيرغ 6 يناير 1788 فيينا ابنة واحدة (2) ماريا تيريزا من نابولي وصقلية 15 سبتمبر 1790 فيينا أثنى عشر ابناً (3) ماريا لودفيكا من النمسا-إستي 6 يناير 1808 فيينا ليس لديهم أبناء (4) كارولين أوغستا من بافاريا 29 أكتوبر 1816 فيينا ليس لديهم أبناء | 2 مارس 1835 فيينا العمر 67    |

## أباطرة النمسا
في 1804 فرانتس الثاني تبنى لقب جديد إمبراطور النمسا، في 1806 تم حل الإمبراطورية الرومانية المقدسة.
| الاسم                          | الصورة | الميلاد | الزواج | الوفاة                              |
| ------------------------------ | ------ | --- | --- | ----------------------------------- |
| فرانتس الأول 11 أغطس 1804–1835 |        | 12 فبراير 1768 فلورنسا ابن ليوبولد الثاني وماريا لويزا من إسبانيا الأكبر                                                                   | (1) إليزابيث من فورتمبيرغ 6 يناير 1788 فيينا ابنة واحدة (2) ماريا تيريزا من نابولي وصقلية 15 سبتمبر 1790 فيينا أثنى عشر ابناً (3) ماريا لودفيكا من النمسا-إستي 6 يناير 1808 فيينا ليس لديهم أبناء (4) كارولين أوغستا من بافاريا 29 أكتوبر 1816 فيينا ليس لديهم أبناء | 2 مارس 1835 فيينا العمر 67          |
| فرديناند الأول 1835–1848       |        | 19 أبريل 1793 فيينا ابن فرانتس الأول وماريا تيريزا من نابولي الأكبر                                                                        | ماريا آنا من سافوي 27 فبراير 1831 فيينا ليس لديهم أبناء | 29 يونيو 1875 براغ العمر 82         |
| فرانتس يوزف الأول 1848–1916    |        | 18 أغسطس 1830 قصر شونبرون ابن الأرشيدوق فرانتس كارل من النمسا وصوفي من بافاريا الأكبر حفيد الإمبراطور فرانتس الأول وماريا تيريزا من نابولي | إليزابيث من بافاريا 24 أبريل 1854 أوغسطينيركريخ أربعة أبناء | 21 نوفمبر 1916 قصر شونبرون العمر 86 |
| كارل الأول 1916–12 نوفمبر 1918 |        | 17 أغسطس 1887 بيرزنبورغ-غوتيزدورف ابن الأرشيدوق أوتو فرانتس من النمسا وماريا يوزفا من ساكسونيا                                             | زيتا من بوربون-بارما 21 أكتوبر 1911 قلعة شوارزو ثمانية أبناء | 1 أبريل 1922 ماديرا العمر 34        |

## جمهورية النمسا
في 1918 نفككت الإمبراطورية النمسا-المجر بشكل نهائي وتأسست جمهورية النمسا ولاحقاً أصبحت جزءاً من الرايخ الثالث بين 1938-1945 بعد عملية آنشلوس، وبعد الحرب العالمية الثانية تأسست جمهورية النمسا الحالية في 1945، على الرغم في ذلك الوقت ظلت النمسا تحت وصاية وحماية الحلفاء والقوات السوفيتية بين 1945-1955.
رأس الدولة الحالية هو رئيس النمسا؛ على آية حال عملياً مستشار النمسا هو أكثر أهمية، لكن أي قانون يُنص عليه لابد له أن يوقع من قبل الرئيس أولاً.
أوتو فون هابسبورغ (1912-2011) ابن كارل الأول كان رئيس عائلة هابسبورغ منذ 1922 ولكن لم يحكم آية أراضي في الواقع، في 2007 قام بنقل سيادة العائلة إلى ابنه البكر كارل فون هابسبورغ الأمير الامبراطوري للنمسا والأمير الملكي للمجر، لكن دون أي لقب معترف به، وعلى ما بيدو أن فرديناند زفونيمير فون هابسبورغ هو وريث الشرعي للعائلة.